# 6881 Shifutsu
6881 Shifutsu este un asteroid din centura principală, descoperit pe 31 octombrie 1994, de Takao Kobayashi.